# Българска социалистическа младеж
Организацията „Българска социалистическа младеж“ е създадена през 1994 г. с решение на 41-вия конгрес на БСП. Приета е за пълноправен член на IUSY през 1997 г. и ECOSY 1998 г. Неправителствената организация е регистрирана по Закона за лицата и семейството.

## Структура

### Местни структури
- Членовете на организацията са обединени в клубове.
- Във всяка община могат да бъдат организирани секции по интереси.
- Клубовете във всяка община образуват общински съвет, който се ръководи от председател и изпълнително бюро.
- Общинските организации от една област създават Областен съвет.

### Национални органи
- Конгрес: върховен орган, свиква се на всеки 2 години.
- Национален съвет, съставен от пряко избрани от конгреса председател и членове, както и делегирани представители на областите.
- Националният съвет избира от състава си заместник-председатели, главен секретар, изпълнително бюро и секретариат.
- Националната контролна комисия се избира от конгреса.

## Ценности
- свобода
- справедливост
- равенство
- солидарност
- мир

## Дейности
- семинари и обучения
- летен фестивал
- младежки форуми и дискусии
- участие в кампании на БСП
- участие в традиционни празненства на левицата в България

## Международна дейност
- участие и организиране на европейски и регионални дейности на IUSY и ECOSY;
- съвместни двустранни инициативи с чуждестранни социалистически младежки организации